# Zamin Corona
Zamin Corona est une corona, formation géologique en forme de couronne, située sur la planète Vénus par 31,5° N et 258,3° E. Elle est localisée dans le quadrangle de Kawelu Planitia. Elle a été nommée en référence à Zamin, déesse de la terre perse. 

## Géographie et géologie
Zamin Corona couvre une surface circulaire d'environ 315 km de diamètre. 